# دون هدسون
دون هدسون (بالإنجليزية: Don Hudson)‏ هو مدير فني أمريكي، ولد في 20 نوفمبر 1929، وتوفي في 30 سبتمبر 2018.